# Bulbophyllum semiasperum
Bulbophyllum semiasperum là một loài phong lan thuộc chi Bulbophyllum.